# Jaroslav Šůla
Jaroslav Šůla (* 18. ledna 1938 Přerov) je český historik a muzeolog, autor vlastivědných a historických prací s východočeskou tematikou, prací o numismatice a o dějinách textilní výroby.

## Život

### Rodina
Jaroslav Šůla se sice narodil v moravském Přerově, ale to bylo dáno působením jeho otce Jaroslava Šůly staršího u tehdejších Československých státních drah.
Jeho otec byl však rodákem z Rokycan, který se nejprve vyučil zámečníkem a poté začal studovat na strojní průmyslové škole v Plzni. Studium však musel přerušit, protože byl povolán do rakousko-uherské armády. Dostal se do zajetí a poté vzhledem k národnímu uvědomění vstoupil do italských legií. Jako člen 39. pluku Výzvědného na Slovensku bojoval proti armádě Maďarské republiky rad.
Na Rokycansku měl rod dlouhou historii. Šůla se v pátrání po svých předcích dostal až do 16. století, kdy byl v Čížkově připomínám sedlák Ondřej Šula. Statku, na němž hospodařil, se až do 20. století říkalo U Šulů.

### Dětství a studia
Jaroslav Šůla vyrůstal v Rokycanech, kde také prožil peněžní reformu a pozoroval průjezd Lidových milicí městem do Plzně k potlačení demonstrujících. Studoval místní jedenáctiletou střední školu, na níž maturoval v roce 1955.
Rozhodl se stát pedagogem a vybral si kombinaci předmětů dějepis a zeměpis. Tato kombinace však nebyla otevřena, a tak na Vysoké škole pedagogické v Praze vystudoval dějepis a český jazyk. V roce 1959 obhájil diplomovou práci Politika Velké Británie na mezinárodní odzbrojovací konferenci v Ženevě v letech 1932–1933 a odpromoval. Krátce po promoci se oženil a poté absolvoval půlroční vojenskou službu.

### Práce na odborných pracovištích
Následně měl na umístěnku nastoupit jako učitel v Plotištích nad Labem, části Hradce Králové. Krajské muzeum v Hradci Králové však vypsalo konkurz na pozici historika feudalismu, a nakonec na toto místo na konci února 1960 nastoupil. Učit na základní škole tedy nezačal.
Na Filozofické fakultě Univerzity Karlovy v Praze obhájil kandidátskou disertační práci, která vyšla v roce 1971 knižně pod názvem Venkovský lid východního Hradecka v letech 1590–1680. V roce 1974 se stal kandidátem historických věd. (titul CSc.) V roce 1976 získal akademický titul doktora filozofie (titul PhDr.) na Filozofické fakultě Univerzity Karlovy v Praze.
V tehdejším Krajském muzeu v Hradci Králové (Muzeum východních Čech v Hradci Králové) pracoval v letech 1960–1980. V roce 1980 bylo při Výzkumném ústavu bavlnářském v Ústí nad Orlicí založeno Středisko pro dějiny textilního a oděvního průmyslu v ČSSR a Šůla se vzhledem ke špatným perspektivám v muzeu přesunul právě tam. V rámci týmu dr. Václava Rohleny, který zkoumal historii oděvní a textilní výroby v Československu, byl jediným profesionálním historikem. Ve Středisku využil své systematické schopnosti a vytvořil fotoarchiv, specializovanou knihovnu, bibliografii článků a kartotéku záznamů o textilu na území Českých zemích. Po Rohlenově úmrtí převzal od 1. března 1986 vedení Střediska. V roce 1987 byla činnost střediska prohloubena spoluprací se Slezským ústavem ČSAV v Opavě, který se specializoval na studium hospodářských a sociálních dějin. Středisko se podílelo na pořádání odborných konferencí a také bylo charakterizováno bohatou publikační činností. V letech 1990–2001 pracoval ve Státním okresním archivu v Hradci Králové.
Zabývá se historií severovýchodních Čech, zejména venkovského lidu v 16.– 18. století a numismatikou.

## Publikační činnost
Publikoval několik stovek článků a odborných studií z oblasti hospodářských a sociálních dějin, dějin literatury, textilnictví, osídlování Orlických hor, etnografie, kronikářství, onomastiky a numismatiky. Jen do konce roku 1980 uveřejnil 109 prací. Nadpoloviční většinu z jeho děl z 60. a 70. let 20. století tvoří práce týkající se právě numismatiky. V roku 2007, kdy slavil 70. narozeniny, byla publikována jeho bibliografie, která obsahuje 392 do té doby publikovaných. Na 40 titulů navíc editoval. V letech 2007–2012 uveřejnil dalších 45 textů (studií, článků, knih), a v roce 2013 tak již bylo udáváno 437 publikovaných textů.
Pracoval také v redakčních radách několika periodik: Acta Musei Reginaehradensis, Fontes Musei Reginaehradensis, vlastivědný sborník Orlické hory a Podorlicko a Sběratelské zprávy (informační buletin České numismatické společnosti, pobočka Hradec Králové).
Mezi klíčová díla z období po roce 2000 patří:
- Křehká krása z Orlických hor (2004)
- Dva dobrušští občané v české krásné literatuře (2005)
- Sen o ratibořickém dětství: Osudy předobrazů postav z Babičky Boženy Němcové (2009)
- Když nad Hradcem vlál nacistický prapor (2010)
- Rokytnice v Orlických horách a Mauschwitzové von Armenruh (2010)
- Venkov, rolník a válka v českých zemích a na Slovensku v moderní době (2017)
- Marie Magdaléna Novotná - Čudová (2011)
- Jaroslav Šůla, Ondřej Tikovský: Ve městě a na zámku (2020)[5]